# Batalla de Kerbala de 2003
La batalla de Kerbala (31 de marzo al 6 de abril de 2003) fue una batalla en el cual el ejército de EE. UU. se enfrentó a la división Medina, una de las unidades mejor equipadas de la Guardia Republicana iraquí, con el objeto de llegar a Bagdad y tomarla. 

## La batalla
En esta batalla se enfrentaron miles de soldados de la Cuarta División de Infantería de EE. UU. que comenzaron a llegar a Kuwait procedentes de Turquía, con el objetivo de reforzar el avance hacia Bagdad. El refuerzo incluyó helicópteros de combate AH-64 Apache y vehículos y blindados, que asistieron a una fuerza de 30.000 soldados estadounidenses.